# Droit civil du Québec
Le droit civil québécois désigne l'ensemble des règles qui touche les relations entre les individus. Les règles du droit civil sont principalement contenues au Code civil du Québec. Toutefois, un grand nombre d'autres lois régissent ce domaine du droit.
Le droit civil est une branche du droit. Il ne doit pas être confondu avec la tradition civiliste qui est un système juridique dont s'inspire le Québec.
Le droit civil québécois se divise en plusieurs domaines de droit, notamment le droit des personnes, le droit de la famille, le droit des biens et de le droit des obligations.